# Veine appendiculaire
La veine appendiculaire est la veine qui draine le sang de l'appendice vermiforme. Elle est située dans le mésoappendice et accompagne l'artère appendiculaire. La veine appendiculaire rejoint la veine cæcale postérieure et se draine dans la veine iléocolique. 